# 厄介な問題
厄介な問題（やっかいなもんだい、wicked problem）とは、計画と政策において、複雑で矛盾した変化する要件を把握するのが困難なため、解決が難しい問題である。 
これは、解決できない考えや問題、単一の解決策がない問題を指す。また、「wicked」は、邪悪さではなく、解決への抵抗を表している。

## 解説
別の定義では「社会的に複雑なため、明確な終着点が定められない問題」である。  さらに、複雑な相互依存性があるため、厄介な問題の一側面を解決しようとすると、別の問題が明らかになったり、別の問題が生じたりする。 厄介な問題は、その複雑さゆえに、組織化された無責任さを特徴とする。
この言葉は、社会計画で使われていた。 その現代的な意味は、1967年にC.ウェスト・チャーチマンが、マネジメントサイエンス誌の客員論説で導入された。 はチャーチマン自身の造語か、ホルスト・リッテルによる以前の使用に応じたかのどちらかであり、起源は定かでない。  チャーチマンは、オペレーションズ・リサーチの道徳的責任について論じ、「我々の'解決策'が、マネージャーの直面する厄介な問題をどの点で解決できなかったかを、マネージャーに明確に伝える」ことの重要性を説いた。リッテルとメルビン・M・ウェバーは、1973年の論文で厄介な問題の概念を正式に説明した。「厄介な」問題と数学、チェス、パズルの解決における比較的「扱いやすい（tame）」問題と対比させた。 

## 例
厄介な問題の例としては、経済、環境、政治の問題がある。 解決するために多くの人々の考え方や行動を変える必要がある問題は、厄介な問題である可能性が高い。 したがって、厄介な問題の例の多くは、公共の計画と政策の分野から生じる。 これらには、気候変動、 医療、パンデミック、核兵器、ホームレス、社会的不正義、動物愛護、性的マイノリティの権利、貧困、移民などがある。

多くの分野の問題が、厄介さの要素を示すものとして認識されている。その例としては、デザイン上の意思決定や知識管理の側面からビジネス戦略 、宇宙ゴミ、公衆衛生政策まで多岐にわたる。

### 関連文献
- Buchanan, R. (1992). Wicked Problems in Design Thinking. Design Issues, Vol. 8, No. 2, (Spring, 1992), pp. 5–21: http://web.mit.edu/jrankin/www/engin_as_lib_art/Design_thinking.pdf
- Brown, Valerie A. and Harris, John A. and Russell, Jacqueline Y; "Tackling wicked problems : through the transdisciplinary imagination" Edited by Valerie A. Brown, John A. Harris and Jacqueline Y. Russell Earthscan, London; Washington, DC : 2010. ISBN 978-1-84407-925-4.
- Conklin, Jeff; Building Shared Understanding of Wicked Problems, Rotman Magazine, the alumni magazine of Rotman School of Management  (Winter 2009).
- Culmsee, Paul; Awati, Kailash . The Heretic's Guide to Best Practices: The Reality of Managing Complex Problems in Organisations. iUniverse Star, 2013.
- Horn, Robert E., Knowledge Mapping for Complex Social Messes Archived 2008-05-15 at the Wayback Machine., a Stanford University presentation to the "Foundations in the Knowledge Economy" conference at the David and Lucile Packard Foundation, July 16, 2001
- Levin, K.; Cashore, B.; Bernstein, S.; Auld, G. (2009). “Playing it forward: Path dependency, progressive incrementalism, and the 'Super Wicked' problem of global climate change”. IOP Conference Series: Earth and Environmental Science 50 (6):  502002. Bibcode: 2009E&ES....6X2002L. doi:10.1088/1755-1307/6/50/502002.  オリジナルの2013-04-09時点におけるアーカイブ。 2012年5月10日閲覧。.
- Kolko, Jon; Wicked Problems: Problems Worth Solving, a free book available online, 2012
- Richardson, Adam; Wicked Problems: Today's business problems can be impossible to define, let alone solve, Fall 2006
- Ritchey, Tom (2011). Wicked problems – Social messes: Decision support modelling with morphological analysis. Berlin: Springer. ISBN 978-3-642-19653-9
- Rittel, Horst; "Second Generation Design Methods," Interview in Design Methods Group, 5th Anniversary Report, DMG Occasional Paper 1, 1972, pp. 5–10. Reprinted in N. Cross (ed.), Developments in Design Methodology, John Wiley & Sons, Chichester, 1984, pp. 317–327.
- Shum, Simon J. Buckingham; Albert M. Selvin, Maarten Sierhuis, Jeffrey Conklin, Charles B. Haley, Bashar Nuseibeh; Hypermedia Support for Argumentation-Based Rationale: 15 Years on from gIBIS and QOC, December 2005